# Basille
Basille es una pequeña aldea de la provincia de Lugo. Pertenece a la parroquia de Santiago de Pousada, municipio de Baralla.

## Casas
En Basille se encuentran 10 casas de las que 8 están habitadas.
Las casas de nombre: "Casa de Álvaro" (abandonada), "Casa de Mateo", "Casa de Ventosinos", "Casa de Prieto", "Casa de Vilela", "Casa dos Touzón" (También llamada "Casa do Souto"), "Casa do Civil", "Casa de Ayán" (deshabitada), "Casa de Touville", "Casa da Torre" (es un pazo)
Antiguamente, la aldea, tenía un colegio en el que se daban clases, actualmente cerrado.

## Habitantes
En la aldea, actualmente habitan 7 mujeres y 10 hombres.

## Economía
La principal medida económica es la ganadería, ya que para ella también hay mucho verde, debido a que gran parte de los prados tienen regadío.

## Naturaleza
La aldea posee buena superficie de árboles, siendo el castaño el árbol que más abunda.
En cuanto a árboles frutales, lo que más abunda es el manzano.